# Release Me 2
Release Me 2 é um álbum de compilação com gravações raras e inéditas da cantora estadunidense Barbra Streisand. Lançado em CD, LP e formatos digitais, em 6 de agosto de 2021, é uma continuação de Release Me, de 2012.
Para o volume dois, foram selecionadas canções não incluídas nos álbuns Stoney End (1970), ButterFly (1974), Wet (1979), Guilty Pleasures (2005) e Partners (2014), além de faixas gravadas aleatoriamente e para especiais de televisão. Segundo Streisand, o motivo de algumas canções serem rejeitadas na seleção final dos álbuns é porquê às vezes "os arranjos não se ajustam bem [aos vocais] ou elas não se encaixam ao tom e temática do disco".
Sobre o processo de produção e seleção ela afirmou: "Trabalhar neste segundo volume de Release Me foi uma adorável caminhada na memória… uma chance de revisitar e, em alguns casos, adicionar um toque instrumental final às músicas que ainda ressoam para mim de maneiras significativas".
O anúncio do lançamento ocorreu em 2 de junho de 2021, dois dias após o primeiro single, "I Want It to Be You", um dueto com Willie Nelson, ser lançado. Para promovê-lo foi feito um lyric video dirigido por Matt Amato.
Em 25 de junho, o áudio de "Rainbow Connection", dueto com Kermit the Frog, dos The Muppet Show, foi liberado nas plataformas digitais, e em 1º de julho, "Sweet Forgiveness" estreou no programa de rádio de Zoe Ball, na The Radio 2 Breakfast Show. 
Um videoclipe feito em animação para a faixa "Be Aware" e dirigido por Elyse Kelly, foi incluído na página oficial do YouTube. Zane Lowe se juntou a Streisand em sua casa para discutir o processo de produção e composição, em uma entrevista para a Apple Music.
As vendas e a performance nas paradas musicais estenderam a história de sucesso de Streisand nos EUA, tornando-a a única mulher com um álbum no top 20 em cada década desde 1960.

## Recepção critica
| Críticas profissionais | Críticas profissionais |
| Avaliações da crítica  | Avaliações da crítica  |
| Fonte                  | Avaliação              |
| ---------------------- | ---------------------- |
| AllMusic               | [ 9 ]                  |
| BroadwayWorld          | Favorable              |
| The Independent        | [ 11 ]                 |
| Metro Weekly           | [ 12 ]                 |

A recepção da crítica especializada  foi favorável. 
O site BroadwayWorld escreveu que: "Streisand mostra coragem e abertura ao explorar sentimentos profundos e verdadeiramente absorvê-los. Sua voz inesquecível conta uma história com cada letra e deixa o ouvinte com muito o que pensar depois que cada música termina".
O jornal The Independent notou que: "Release Me 2 contém toda a inteligência e esperteza de Babs com o seu melhor... A voz de Streisand é um dos instrumentos mais ridiculamente luxuosos do planeta. Uma suíte de cinco estrelas na cobertura de uma voz: luxuosa e espaçosa, com um compromisso de ouro maciço com a letra e uma banheira de mármore afundada de alma de sabão suave na qual se chafurda".
A revista Metro Weekly, escreveu que "Release Me 2 é cuidadosamente compilado com uma boa difusão de canções de vários pontos da carreira de Streisand, atingindo a maioria das exigências que um fã de longa data esperaria ouvir... Além de algumas novidades memoráveis, Release Me 2 é um clássico de Streisand do começo ao fim".

## Desempenho comercial
Na parada de sucessos Rolling Stone Top 200 Albums Chart, estreou na posição de número dez, vendendo 23,7k unidades (19,7k puros) nos Estados Unidos e sendo a terceira maior estreia da semana. Na Billboard 200, estreou na posição de número quinze, com 22.000 unidades vendidas, tornando-se o terceiro mais vendido da semana (o segundo por uma artista feminina). Atingiu a posição de número quinze na Billboard's Artist 100, em número dois na Top Current Albums Sales da Billboard, e em número cinco na Billboard's Vinyl Album Chart. Streisand agora estende seu recorde para o maior número de álbuns, entre as mulheres, na história das paradas da Billboard, com 54 álbuns. Além disso, tornou-se a única mulher com um álbum no top 20 - ou mesmo no top 40 - em cada década, desde a década de 1960.
No Reino Unido, estreou em  número cinco, tornando-se seu 15º Top 10 no país. Em sua segunda semana, caiu para o número quinze, e para o número noventa e cinco na sua terceira semana. Obteve desempenho moderado em outros países, chegando ao Top 20 da Alemanha, Austrália e Suíça.

## Lista de faixas
- Créditos adaptados do encarte do CD Release Me 2, de 2021.[24]

| Standard version |                                                                                                |                                             |                               |         |  |
| N.º              | Título                                                                                         | Compositor(es)                              | Produtor(es)                  | Duração |  |
| 1.               | "Be Aware" (pretendida para o especial de TV Singer Presents Burt Bacharach)                   | Burt Bacharach Hal David                    | Bacharach Barbra Streisand    | 3:40    |  |
| 2.               | "You Light Up My Life" (pretendida para ButterFly, 1974)                                       | Carole King                                 | Streisand Jochem van der Saag | 3:38    |  |
| 3.               | "I'd Want It to Be You" (com Willie Nelson) (pretendida para Partners, 2014)                   | Steve Dorff Jay Landers Bobby Tomberlin     | Walter Afanasieff Babyface    | 4:02    |  |
| 4.               | "Sweet Forgiveness" (gravada em 1994)                                                          | Walter Afanasieff John Bettis               | Streisand Afanasieff          | 5:12    |  |
| 5.               | "Living Without You" (pretendida para Stoney End, 1971)                                        | Randy Newman                                | Streisand Afanasieff          | 2:05    |  |
| 6.               | "One Day (A Prayer)" (gravada em 1968, apresentada no especial de TV The Earth Day Special)    | Michel Legrand Alan Bergman Marilyn Bergman | Don Costa                     | 3:06    |  |
| 7.               | "Rainbow Connection" (com Kermit the Frog, cantada por Jim Henson) (pretendida para Wet, 1979) | Paul Williams Kenneth Ascher                | Streisand van der Saag        | 3:23    |  |
| 8.               | "Right as the Rain" (do musicall Bloomer Girl, gravada em 1962)                                | Harold Arlen E.Y. "Yip" Harburg             | Mike Berniker                 | 3:00    |  |
| 9.               | "If Only You Were Mine" (com Barry Gibb) (pretendida para Guilty Pleasures, 2005)              | Barry Gibb Ashley Gibb Stephen Gibb         | B. Gibb John Merchant         | 2:34    |  |
| 10.              | "Once You've Been in Love" (gravada em 1973)                                                   | Legrand A. Bergman M. Bergman               | Streisand Legrand John Arias  | 3:16    |  |
| Duração total:   | Duração total:                                                                                 | Duração total:                              | Duração total:                | 33:56   |  |

| Target exclusive bonus track |                                                                          |                |         |  |
| N.º                          | Título                                                                   | Produtor(es)   | Duração |  |
| 11.                          | "When the Lovin' Goes Out of the Lovin'" (pretendida para Emotion, 1984) |                | 3:44    |  |
| Duração total:               | Duração total:                                                           | Duração total: | 37:40   |  |

## Tabelas
| Tabela musical (2021)                 | Melhor posição |
| ------------------------------------- | -------------- |
| Alemanha (Offizielle Deutsche Charts) | 19             |
| Australian Albums (ARIA)              | 15             |
| Áustria (Ö3 Austria Top 40)           | 19             |
| Bélgica (Ultratop Valônia)            | 77             |
| Bélgica (Ultratop Flandres)           | 34             |
| Escócia (Official Scottish Albums)    | 3              |
| Estados Unidos (Billboard 200)        | 15             |
| Países Baixos (Dutch Charts)          | 32             |
| Reino Unido (Official Albums Chart)   | 5              |
| Spanish Albums (PROMUSICAE)           | 28             |
| Suíça (Schweizer Hitparade)           | 16             |